# ローレン・ハットン
ローレン・ハットン（Lauren Hutton、1943年11月17日 - ）は、アメリカ合衆国の女優、モデル。1970年代にはトップモデルとして君臨した。

## 出演作品
- 幸せがおカネで買えるワケ (2009)
- NIP/TUCK　ハリウッド整形外科医 シーズン5
- 目撃者
- 告発文書2
- 恋人はパパ/ひと夏の恋
- タイム・トゥ・ダイ／闇の処刑人
- フィアー／超能力殺人ゲーム
- 貴族探偵ブルーブラッド
- サイレント・ダンス／青い果実の毒
- パーフェクト・ピープル
- マローン/黒い標的
- 愛と復讐のヒロイン
- タイムソルジャー／時の侵入者
- モンテカルロ
- ワンス・ビトゥン 恋のチューチューバンパイア
- SFスターフライトI
- コカイン／戦慄の罠
- フェアリー・テール・シアター／雪の女王
- 揺りかごが落ちる／白衣は死の香り
- 炎のごとく(1982)
- ヘカテ
- ゾロ (1981)
- 結婚しない男 (1981)
- アメリカン・ジゴロ (1980)
- 姿なき脅迫
- ウエディング
- ライネマン・スパイ作戦
- ビバ・ニーベル
- ロサンゼルス・それぞれの愛
- ゲイター
- 熱い賭け
- 二つの恋
- 美しき愛のかけら
- お前と俺
- 栄光のタッチダウン／不屈のプロ根性